# Li Jiawei
Li Jiawei (født 9. august 1981 i Beijing) er en singaporeansk bordtennisspiller.
Under sommer-OL 2008 i Beijing repræsenterede hun Singapore, hvor hun vandt sølv i holdkonkurrencen sammen med Feng Tianwei og Wang Yuegu.